# 國立中正大學語言學研究所
國立中正大學語言學研究所（Institute of Linguistics of National Chung Cheng University），是國立中正大學的研究所之一。其碩士班成立於1985年，由知名語言學家戴浩一創立，並於2005年進一步成立博士班。

## 創所理念與特色
國立中正大學語言學研究所之研究理念乃在於探求人類語言的共性，增進對人類認知系統的瞭解，並達到結合語言學與其他認知科學及資訊科學的目標。因此，該所以認知的角度來研究人類語言在語音學、語法學、語意學及語用學等方面的特性，而重點放在語言與人類認知系統的關係及語言使用的心理歷程。同時發展計算語言學及語料庫語言學，用最新的資訊科技來收集、整理及分析語言資料。該所更於2000年由戴浩一領導的研究團隊及所上師生開創了台灣的手語研究。目前正在研究台灣手語的詞彙與語法，撰寫《台灣手語參考語法》，並且建立「台灣手語線上影像辭典」（Taiwan Sign Language Online Dictionary）。該研究將會為台灣手語保存珍貴的記錄資料，並且對語言與認知的互動有突破性的瞭解。

## 發展概況
目前該所除了學有專精的專任/兼任教授及豐富的圖書之外，尚有六個實驗室：語音實驗室、語言心理實驗室、電腦語料庫與電腦模擬實驗室、兒童語言發展實驗室、計算語言學實驗室、手語實驗室。